# Euthyrhynchus floridanus
Genre
Espèce
Euthyrhynchus floridanus est une espèce d'insectes hémiptères hétéroptères (punaises) de la famille des Pentatomidae originaire d'Amérique du Nord. C'est la seule espèce du genre Euthyrhynchus (monotypique).
Cette punaise est prédatrice de nombreuses espèces d'insectes, parmi lesquelles figure le doryphore de la pomme de terre.

## Classification
Le genre Euthyrhynchus est décrit pour la première fois en 1851 par le naturaliste britannique William Sweetland Dallas.
L'espèce Euthyrhynchus floridanus a été initialement décrite le naturaliste suédois Carl von Linné en 1767 sous le protonyme de Cimex floridanus.

## Publications originales
- Genre Euthyrhynchus :
  - (en) Dallas, W.S., List of the specimens of hemipterous insects in the collection of the British Museum. Part 1, 18517, 592 p. (lire en ligne), p. 104
- Espèce Euthyrhynchus floridanus, sous le taxon Cimex floridanus :
  - (la) Linnaeus, C., Systema naturae per regna tria naturae, secundum classes, ordines, genera, species, cum characteribus, differentiis, synonymis, locis. Editio duodecima, reformata. Tomus 1 (Regnum Animale), Impensis Direct Laurentii Salvii, 1767, 1327 p. (lire en ligne), p. 719.